# Gewichtheffen op de Olympische Zomerspelen 2012 – Klasse tot 69 kilogram vrouwen
Het gewichtheffen in de klasse tot 69 kilogram voor vrouwen op de Olympische Zomerspelen 2012 vond plaats op 1 augustus 2012. Regerend olympisch kampioene Liu Chunhong uit China verdedigde haar titel niet. De Noord-Koreaanse Rim Jong-sim veroverde de gouden medaille.

## Records
Voorafgaand aan het toernooi waren dit de wereldrecords en de olympische records:
| Wereldrecord     | Trekken | Liu Chunhong | 128 kg | Peking | 13 augustus 2008 |
| Wereldrecord     | Stoten  | Liu Chunhong | 158 kg | Peking | 13 augustus 2008 |
| Wereldrecord     | Totaal  | Liu Chunhong | 286 kg | Peking | 13 augustus 2008 |
| Olympisch record | Trekken | Liu Chunhong | 128 kg | Peking | 13 augustus 2008 |
| Olympisch record | Stoten  | Liu Chunhong | 158 kg | Peking | 13 augustus 2008 |
| Olympisch record | Totaal  | Liu Chunhong | 286 kg | Peking | 13 augustus 2008 |

## Uitslag
| Rang   | Naam                   | Land             | Groep | Gewicht | Trekken (kg) | Trekken (kg) | Trekken (kg) | Trekken (kg) | Stoten (kg) | Stoten (kg) | Stoten (kg) | Stoten (kg) | Totaal |
| Rang   | Naam                   | Land             | Groep | Gewicht | 1            | 2            | 3            | Score        | 1           | 2           | 3           | Score       | Totaal |
| ------ | ---------------------- | ---------------- | ----- | ------- | ------------ | ------------ | ------------ | ------------ | ----------- | ----------- | ----------- | ----------- | ------ |
| Goud   | Rim Jong-sim           | Noord-Korea      | A     | 68,22   | 111          | 115          | 117          | 115          | 142         | 146         | 146         | 146         | 261    |
| Zilver | Roxana Cocoș           | Roemenië         | A     | 68,00   | 108          | 111          | 113          | 113          | 138         | 143         | 146         | 143         | 256    |
| Brons  | Marina Sjkermankova    | Wit-Rusland      | A     | 68,21   | 108          | 113          | 117          | 113          | 135         | 140         | 143         | 143         | 256    |
| 4      | Dzina Sazanavets       | Wit-Rusland      | A     | 68,49   | 108          | 113          | 115          | 115          | 136         | 136         | 141         | 141         | 256    |
| 5      | Anna Noermoechambetova | Kazachstan       | A     | 68,71   | 110          | 115          | 117          | 115          | 136         | 140         | 140         | 136         | 251    |
| 6      | Ubaldina Valoyes       | Colombia         | A     | 68,98   | 108          | 111          | 113          | 111          | 130         | 135         | 135         | 135         | 246    |
| 7      | Huang Shih-hsu         | Chinees Taipei   | A     | 68,45   | 110          | 115          | 115          | 110          | 130         | 130         | 131         | 131         | 241    |
| 8      | Marie-Ève Beauchemin   | Canada           | B     | 68,92   | 100          | 100          | 104          | 104          | 130         | 134         | 135         | 135         | 239    |
| 9      | Esmat Mansour          | Egypte           | A     | 68,42   | 105          | 105          | 108          | 105          | 130         | 130         | 134         | 130         | 235    |
| 10     | Ghada Hassine          | Tunesië          | B     | 68,64   | 97           | 101          | 102          | 102          | 115         | 120         | 125         | 120         | 222    |
| 11     | Rosa Tenorio           | Ecuador          | B     | 68,72   | 95           | 95           | 100          | 95           | 115         | 115         | 120         | 115         | 210    |
| 12     | Natasha Perdue         | Groot-Brittannië | B     | 67,98   | 92           | 92           | 95           | 92           | 113         | —           | —           | 113         | 205    |
| 13     | Mercy Obiero           | Kenia            | B     | 67,85   | 72           | 76           | 76           | 76           | 100         | 105         | 111         | 105         | 181    |
| —      | Meline Daluzyan        | Armenië          | A     | 68,65   | 111          | 115          | 115          | 111          | 140         | 140         | 142         | —           | —      |
| —      | Mun Yu-ra              | Zuid-Korea       | B     | 68,56   | 102          | 102          | 102          | —            | —           | —           | —           | —           | —      |